# Blanket
Blanket is een plaats (town) in de Amerikaanse staat Texas, en valt bestuurlijk gezien onder Brown County.

## Demografie
Bij de volkstelling in 2000 werd het aantal inwoners vastgesteld op 402.
In 2006 is het aantal inwoners door het United States Census Bureau geschat op 409, een stijging van 7 (1,7%).

## Geografie
Volgens het United States Census Bureau beslaat de plaats een oppervlakte van
1,5 km², geheel bestaande uit land. Blanket ligt op ongeveer 473 m boven zeeniveau.

## Plaatsen in de nabije omgeving
De onderstaande figuur toont nabijgelegen plaatsen in een straal van 32 km rond Blanket.